# ISO 3166-2:NG
ISO 3166-2:NG es la entrada para Nigeria en ISO 3166-2, parte de los códigos de normalización ISO 3166 publicados por la Organización Internacional de Normalización (ISO), que define los códigos para los nombres de las principales subdivisiones (p.ej., provincias o estados) de todos los países codificados en ISO 3166-1.
En la actualidad, para Nigeria los códigos ISO 3166-2 se definen para 1 territorio de la capital y 36 estados. El Territorio Federal de la Capital abarca la capital del país Abuya y tiene un estatus especial, equivalente al de los estados.
Cada código consta de dos partes, separadas por un guion. La primera parte es NG, el código ISO 3166-1 alfa-2 para Nigeria. La segunda parte tiene dos letras.

## Códigos actuales
Los nombres de las subdivisiones se ordenan según el estándar ISO 3166-2 publicado por la Agencia de Mantenimiento ISO 3166 (ISO 3166/MA).
Pulsa sobre el botón en la cabecera para ordenar cada columna.
| Código | Nombre de la subdivisión         | Categoría de la subdivisión |
| ------ | -------------------------------- | --------------------------- |
| NG-AB  | Abia                             | estado                      |
| NG-AD  | Adamawa                          | estado                      |
| NG-AK  | Akwa Ibom                        | estado                      |
| NG-AN  | Anambra                          | estado                      |
| NG-BA  | Bauchi                           | estado                      |
| NG-BE  | Benue                            | estado                      |
| NG-BO  | Borno                            | estado                      |
| NG-BY  | Bayelsa                          | estado                      |
| NG-CR  | Cross River                      | estado                      |
| NG-DE  | Delta                            | estado                      |
| NG-EB  | Ebonyi                           | estado                      |
| NG-ED  | Edo                              | estado                      |
| NG-EK  | Ekiti                            | estado                      |
| NG-EN  | Enugu                            | estado                      |
| NG-FC  | Territorio de la Capital Federal | territorio de la capital    |
| NG-GO  | Gombe                            | estado                      |
| NG-IM  | Imo                              | estado                      |
| NG-JI  | Jigawa                           | estado                      |
| NG-KD  | Kaduna                           | estado                      |
| NG-KE  | Kebbi                            | estado                      |
| NG-KN  | Kano                             | estado                      |
| NG-KO  | Kogi                             | estado                      |
| NG-KT  | Katsina                          | estado                      |
| NG-KW  | Kwara                            | estado                      |
| NG-LA  | Lagos                            | estado                      |
| NG-NA  | Nasarawa                         | estado                      |
| NG-NI  | Níger                            | estado                      |
| NG-OG  | Ogun                             | estado                      |
| NG-ON  | Ondo                             | estado                      |
| NG-OS  | Osun                             | estado                      |
| NG-OY  | Oyo                              | estado                      |
| NG-PL  | Plateau                          | estado                      |
| NG-RI  | Rivers                           | estado                      |
| NG-SO  | Sokoto                           | estado                      |
| NG-TA  | Taraba                           | estado                      |
| NG-YO  | Yobe                             | estado                      |
| NG-ZA  | Zamfara                          | estado                      |

## Cambios
Los siguientes cambios de entradas han sido anunciados en los boletines de noticias emitidos por el ISO 3166/MA desde la primera publicación del ISO 3166-2 en 1998, cesando esta actividad informativa en 2013.
| Informe      | Fecha de emisión | Descripción del cambio reportado                                                               | Cambio de código o subdivisión                                                                         |
| ------------ | ---------------- | ---------------------------------------------------------------------------------------------- | --- |
| Boletín I-1  | 2000-06-21       | Se añaden 6 nuevos estados                                                                     | Subdivisiones añadidas:NG-BY Bayelsa NG-EB Ebonyi NG-EK Ekiti NG-GO Gombe NG-NA Nasarawa NG-ZA Zamfara |
| Boletín II-2 | 2010-06-30       | Coherencia entre la ISO 3166-1 y la ISO 3166-2, se añaden los nombres en los idiomas oficiales | |